# 萊布尼茨函數
在仿射幾何和歐氏幾何中，萊布尼茨向量和標量函數是把點對應到向量或數量的函數。這種函數和重心關係密切；用重心可以給出函數的簡潔形式。

## 萊布尼茨向量函數
考慮仿射空間{\displaystyle E}和相伴的向量空間{\displaystyle V}。設{\displaystyle (A_{i})_{i=1\cdots n}}是{\displaystyle n}點的族，{\displaystyle (a_{i})_{i=1\cdots n}}是{\displaystyle n}數量的族。與系統{\displaystyle \left\{\left(A_{i},a_{i}\right)_{i=1\cdots n}\right\}}相伴的萊布尼茨向量函數是從{\displaystyle E}到{\displaystyle V}的映射，把點{\displaystyle M}對應到向量{\displaystyle {\vec {f}}(M)=\sum _{i=1}^{n}a_{i}{\overrightarrow {MA_{i}}}}。
設係數和{\displaystyle \sum _{i=1}^{n}a_{i}}為零，那麼函數是常值。如果有一個係數非零（例如{\displaystyle a_{1}}），這常值等於{\displaystyle a_{1}{\overrightarrow {G_{1}A_{1}}}}，其中{\displaystyle G_{1}}是系統{\displaystyle \left\{\left(A_{i},a_{i}\right)_{i=2\cdots n}\right\}}的重心。
設係數和非零，函數可化簡成
{\displaystyle {\vec {f}}(M)=\left(\sum _{i=1}^{n}a_{i}\right){\overrightarrow {MG}}}
這個性質使得多個向量的線性組合可以藉由重心化簡成一個向量。如果向量空間是有限維，由此可以給出重心的座標。
其實{\displaystyle {\overrightarrow {OG}}={\frac {1}{\sum _{i=1}^{n}a_{i}}}{\vec {f}}(O)={\frac {1}{\sum _{i=1}^{n}a_{i}}}\sum _{i=1}^{n}a_{i}{\overrightarrow {OA_{i}}}}。 
把上式轉為座標就是
{\displaystyle x_{G,k}={\frac {1}{\sum _{i=1}^{n}a_{i}}}\sum _{i=1}^{n}a_{i}x_{A_{i},k}}

## 萊布尼茨標量函數
考慮歐幾里得仿射空間{\displaystyle E}和相伴的域{\displaystyle \mathbb {K} }。設{\displaystyle (A_{i})_{i=1\cdots n}}是{\displaystyle n}點的族，{\displaystyle (a_{i})_{i=1\cdots n}}是{\displaystyle n}數量的族。與系統{\displaystyle \left\{\left(A_{i},a_{i}\right)_{i=1\cdots n}\right\}}相伴的萊布尼茨標量函數，是從{\displaystyle E}到{\displaystyle \mathbb {K} }的映射，把點M對應到數量{\displaystyle f(M)=\sum _{i=1}^{n}a_{i}MA_{i}^{2}}。
設係數和{\displaystyle \sum _{i=1}^{n}a_{i}}為零，那麼函數可化簡成
{\displaystyle f(M)=f(O)+2{\overrightarrow {MO}}\cdot {\vec {u}}}
其中{\displaystyle {\vec {u}}}等於與這系統相伴的萊布尼茨向量函數的常值，{\displaystyle O}是任意固定點。
設係數和非零，那麼函數可化簡成
{\displaystyle f(M)=f(G)+\left(\sum _{i=1}^{n}a_{i}\right)MG^{2}}
其中{\displaystyle G}是系統{\displaystyle \left\{\left(A_{i},a_{i}\right)_{i=1\cdots n}\right\}}的重心。
這個化簡令點的位置問題可以很容易解決（見萊布尼茨定理）。
例：在2維情形，集{\displaystyle M}適合{\displaystyle f(M)=k}的是
- 當係數和為零
  - 與{\displaystyle {\vec {u}}}垂直的直線，如果{\displaystyle {\vec {u}}}非零
  - 整個平面或空集（取決於{\displaystyle k}的值），如果{\displaystyle {\vec {u}}}為零
- 當係數和非零
  - 圓心為{\displaystyle G}的圓，點{\displaystyle G}或空集（取決於{\displaystyle k}的值）